# Lythria hilariata
Lythria hilariata är en fjärilsart som beskrevs av Kitt 1917. Lythria hilariata ingår i släktet Lythria och familjen mätare. Inga underarter finns listade i Catalogue of Life.